# أغستاش شاحب
أغستاش شاحب (الاسم العلمي: Agastache pallida) نوع نباتي يتبع جنس الأغستاش وينتمي إلى الفصيلة الأغستاش.